# Канал Гент — Тернёзен
Кана́л Гент — Те́рнёзен (нидерл. Kanaal van Gent naar Terneuzen), также известный как Зе́еканал (нидерл. Zeekanaal) — канал, соединяющий Гент в Бельгии с портом Тернёзен в эстуарии Западная Шельда в Нидерландах.

## История
Канал сооружался в период с 1823 по 1827 года по инициативе нидерландского короля Виллема I: Бельгия и Нидерланды в то время были единым государством, согласно Венскому конгрессу. После того как Бельгия отделилась в 1830 году, движение в Бельгию и обратно было заблокировано голландцами до 1841 года.
Между 1870 и 1885 годами канал был углублен до 6,5 метров, расширен до 17 метров у дна и до 68 метров у поверхности. В связи с проведённой реконструкцией пришлось также перестроить все мосты через канал в Бельгийском секторе.
Дальнейшее развитие и расширение имели место и в течение последующего столетия, особенно в начале 1960-х.

## Современность
Сегодня канал Гент — Тернёзен имеет ширину 200 метров, длину 32 километра, суммарную вместимость 125 000 тонн. Наибольший разрешенный размер судна увеличен до 265 метров в длину, до 34 метра в ширину, с осадкой до 12,5 метров.